# Pletiu de Damont de Morrano
El Pletiu de Damont de Morrano és un pletiu situat dins del terme municipals de la Vall de Boí, a la comarca de l'Alta Ribagorça, i dins del Parc Nacional d'Aigüestortes i Estany de Sant Maurici.
És situat per damunt del Pletiu de Davall de Morrano (NO) i per sota d'Aigüestortes de Morrano (SE), entre els 2.110 i 2.130 metres.

## Rutes[2]
Seguint la pista forestal que neix al costat de la parada del servei de taxis del parc, a la vora del Planell d'Aigüestortes, direcció cap a l'Estany Llong; fins a trobar, després de 500 metres, la passarel·la que permès creuar a la riba esquerra del Riu de Sant Nicolau. Un cop a l'altre costat del riu, després de recórrer uns 50 metres per les passarel·les, en el punt on giren uns 90° a la dreta, cal abandonar-les i seguir un corriol cap al sud-est, direcció Morrano. El camí travessa el Pletiu de Davall de Morrano i remunta el fort pendent fins a trobar el segon pletiu.